# フランツ・ヨーゼフ・ハイドン
フランツ・ヨーゼフ・ハイドン（Franz Joseph Haydn, 1732年3月31日 - 1809年5月31日）は、現在のオーストリア出身の音楽家であり、古典派を代表する作曲家。また、弟ミヒャエル・ハイドンも作曲家として名を残している。
数多くの交響曲、弦楽四重奏曲を作曲し、交響曲の父、弦楽四重奏曲の父と呼ばれている。
弦楽四重奏曲第77番（第62番）の第2楽章にも用いられた皇帝讃歌『神よ、皇帝フランツを守り給え』の旋律は、現在ドイツ国歌（ドイツの歌）に用いられている。

## 生涯

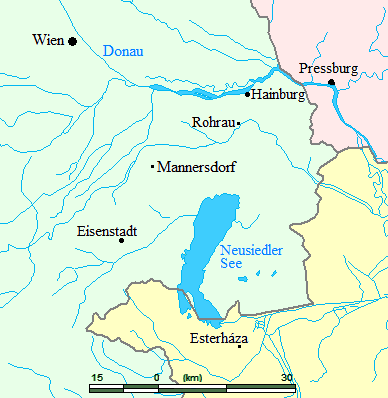
ハイドンが住んだローラウ、ハインブルク、ウィーン、アイゼンシュタット、エステルハーザの位置関係（国境線は現在のもの）

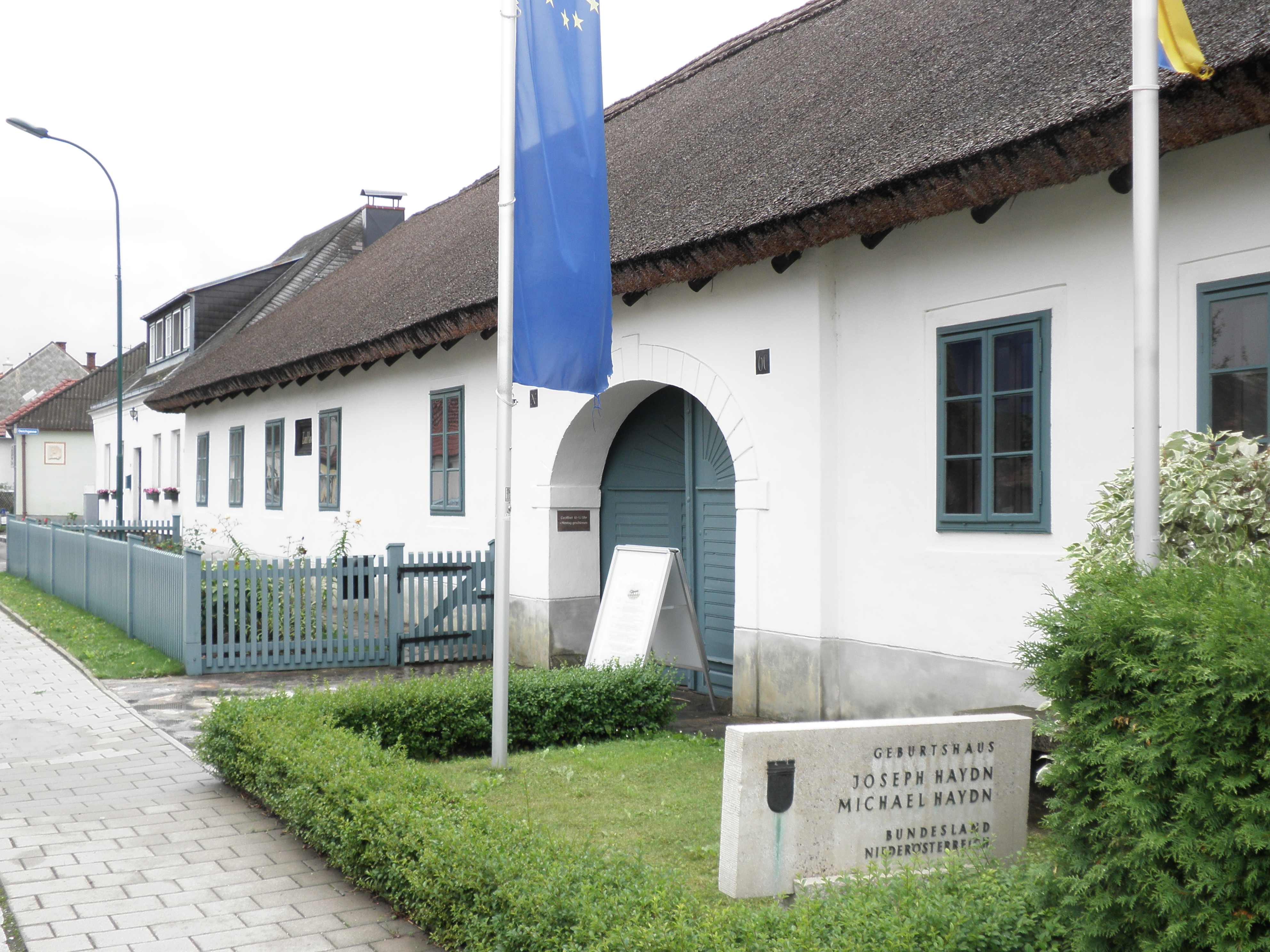
ローラウにあるハイドンの生家。博物館となっている

生涯の大半はエステルハージ家に仕えていて、そのために作られた曲もかなりある。このとき、ほかの音楽家との交流や流行の音楽との接触があまり無かったため、徐々に独創的な音楽家になっていった。

### 生い立ち、少年期
1732年に、当時はハンガリー王国領との国境に位置したニーダーエスターライヒ州（当時は下オーストリア大公国）ローラウ村に生まれた。ローラウはハラハ家（Harrach）の館がある地であり、父のマティアスはハラハ伯爵に仕える車大工、母も伯爵に仕える料理女だった。アントン・シンドラーのベートーヴェン伝の中で、最晩年のベートーヴェンがハイドンの生家の絵を見て、フンメルに向かって「あれほど偉大な人物がこれほど粗末な小屋に生まれたとは!」と言ったという話が有名だが、実際にはそれほど貧しかったわけではなかった。おじ（父の妹の夫）でハインブルク・アン・デア・ドナウの音楽学校の校長をしていたマティアス・フランクに音楽の才能を認められ、6歳のときにフランクのもとで音楽の勉強を始めた。
1740年、ウィーンのシュテファン大聖堂のゲオルク・フォン・ロイター（Georg von Reutter）に才能を認められたことから、ウィーンに住むようになった。その後はここで聖歌隊の一員として9年間働いた（後半の4年間は弟ミヒャエル・ハイドンも聖歌隊に加わった）。ロイターはろくに隊員に食事を与えず、教育も適当であったが、音楽の都でプロの音楽家として働くという少年時代の経験からハイドンが得たものは大きかった。
1749年、変声のため聖歌隊で高音部を歌うのが不可能になり解雇され、その後8年にわたって定職を持たなかった。はじめミヒャエル教会の歌手シュパングラーの家に住み着いたが、そこにもいられなくなった。1750年春にはマリアツェルへの巡礼に加わり、その後ミヒャエル教会付近の建物（ミヒャエラーハウスと呼ばれる）6階の屋根裏で自活するようになった。この時期にハイドンはメタスタジオと知り合い、ポルポラの従者をつとめたこともあった。このころハイドンは作曲を本格的に勉強し、とくにカール・フィリップ・エマヌエル・バッハからは大きな影響を受けたという。ハイドンは教会の歌手をつとめたり、ヴァイオリンやオルガンを演奏したりして生計を得ていた。セレナーデ弾きの仕事も行った。『ミサ・ブレヴィス ヘ長調（Hob. XXII:1）』は現存する最初期の曲で、1750年ごろに書かれたと考えられている。『せむしの悪魔』（Der krumme Teufel、1751年から52年に上演）の付随音楽はハイドンの書いた最初の舞台音楽であるが、現存しない。
おそらく1755年ごろにヴァインツァール（Schloss Weinzierl）のフュルンベルク男爵に招かれ、ここで最初の弦楽四重奏曲を作曲したという。ボヘミアのモルツィン伯爵にハイドンを推薦したのもフュルンベルク男爵だった。1750年代後半には急速に作曲数が増え、『オルガン協奏曲 ハ長調（Hob. XVIII:1）』や『サルヴェ・レジナ ホ長調（Hob. XXIIIb:1）』はいずれも1756年の自筆譜が残っている。

### モルツィン伯爵家の音楽監督
おそらく1757年ごろ、ボヘミアのルカヴィツェ（Dolní Lukavice）に住むカール・モルツィン伯爵（Karl von Morzin）の宮廷楽長の職に就いた（19世紀はじめの伝記作家であるグリージンガーは1759年のこととしたが、現在ではもっと前と考えられている）。ここで最初の交響曲である交響曲第1番が書かれた。また、交響曲第37番の筆写譜には1758年の日付が記されており、これらの曲は1757年ごろに書かれたと考えられる。

この時代にハイドンは約15曲の交響曲、鍵盤楽器のためのソナタや三重奏曲、ディヴェルティメント、協奏曲、弦楽三重奏曲、管楽器のためのパルティータなどを作曲した。

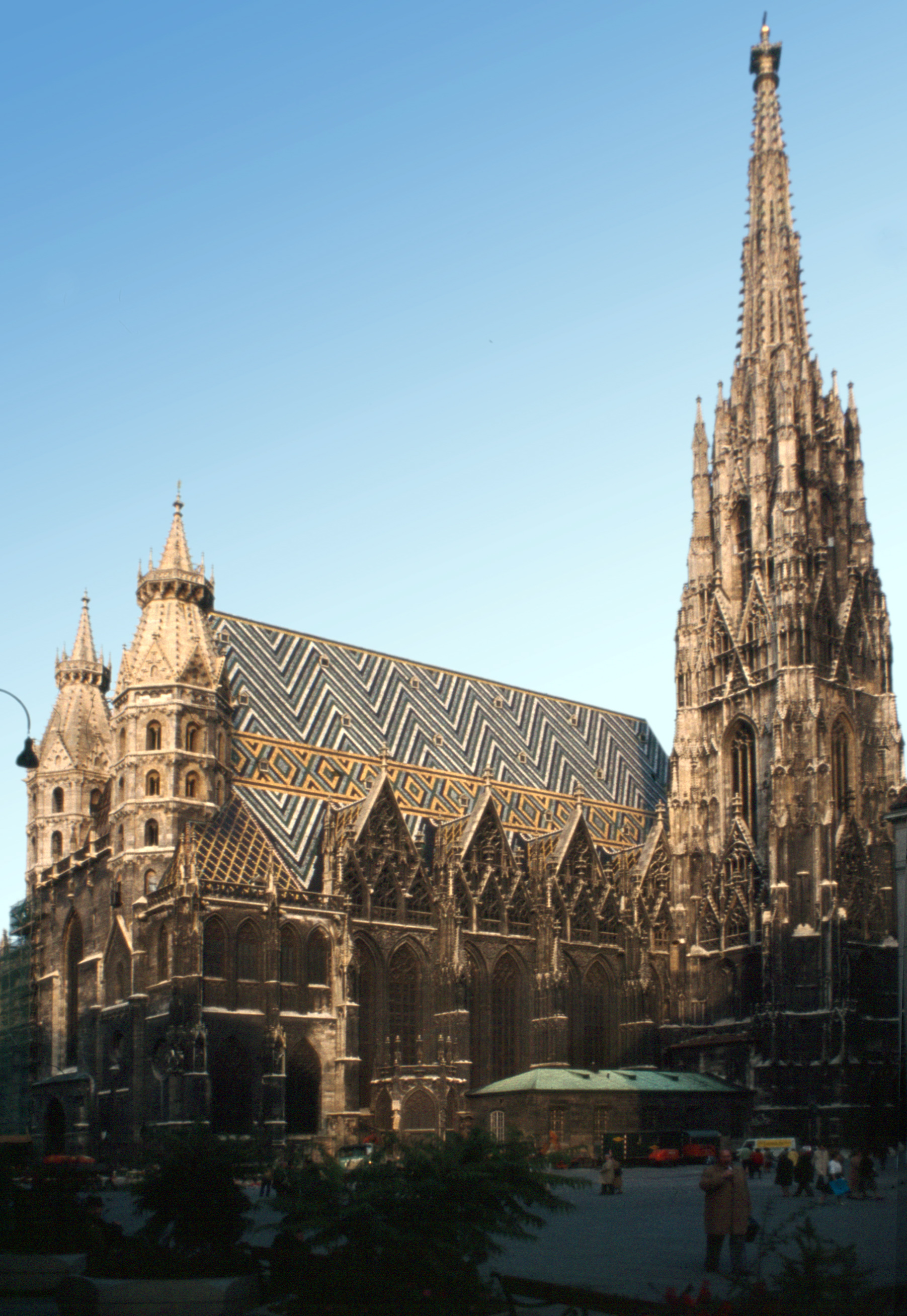
少年時代のハイドンが聖歌隊として活動したシュテファン大聖堂（ウイーン）

1760年、マリア・アンナ・ケラー（Maria Anna Keller）と結婚した。これは彼の楽長としての地位を保持することにもなった。ただ結婚生活は幸福ではなく、子供もできなかった。マリア・アンナは1800年に没したが、最後の10年間はほとんど別居状態にあった。彼は長く付き合っていたエステルハージ家お抱えの歌手ルイジャ・ポルツェッリ夫人（Luigia Polzelli）と1人、あるいはもっと多くの子をもうけたのではないかと言われている。
ハイドンがいつまでモルツィン伯爵のもとにいたか不明だが、1760年11月26日の結婚証明書にはまだモルツィン伯爵の楽長と記されているので、それ以降と考えられる。

### エステルハージ家での仕事

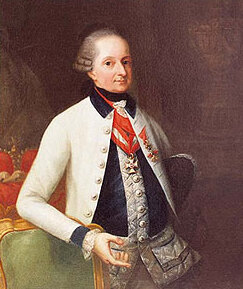
ニコラウス（ミクローシュ）・エステルハージ侯爵

モルツィン伯は経済的に苦しい状況になり、ハイドンは解雇されてしまったが、すぐに1761年、西部ハンガリー有数の大貴族、エステルハージ家の副楽長という仕事を得た。エステルハージ家の当主パウル・アントンen:Paul II Anton Esterházy（パール・アンタルhu:Esterházy Pál Antal (1711–1762)）公はハイドンが雇用されて1年もたたずに没し、ハイドンはその弟のニコラウス公に仕えることになった。当時のエステルハージ家の楽団は全員で14人しかいなかったが（楽長・副楽長を除く）、ハイドンは楽団の拡充につとめるとともに副楽長時代に約26曲の交響曲を作曲した。中でも、三部作（第6番『朝』、第7番『昼』、第8番『夕（晩）』）や第31番『ホルン信号』などはこの時期に作曲された。なお、1763年に父が没し、ハイドンは弟のヨハンを引き取っている。ヨハンはエステルハージ家でテノール歌手をつとめた。
老齢だった楽長のグレゴール・ヨーゼフ・ヴェルナー（Gregor Joseph Werner）が1766年に死去した後、ハイドンは楽長に昇進した。

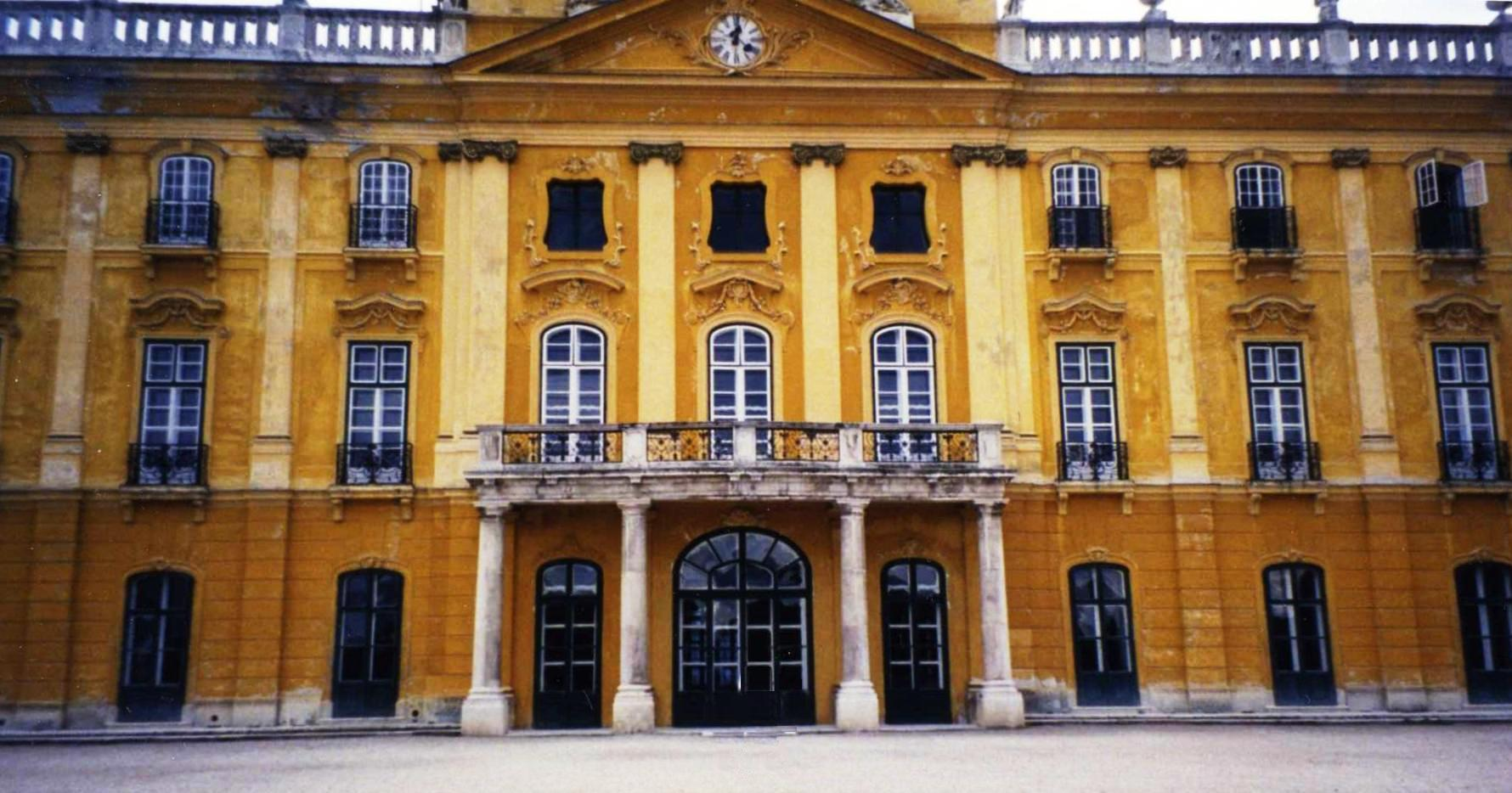
中庭から見たエステルハーザ

エステルハージ家の邸宅はハンガリー西部のアイゼンシュタット（現在はオーストリアのブルゲンラント州の州都）にあったが、ニコラウス公はノイジードル湖近くに豪華なエステルハーザ（Eszterháza、現在はハンガリーのフェルテード）を建設し、1760年代後半から冬を除く1年の大部分をここで過ごすようになった。ハイドンを含む楽員もそれに合わせてエステルハーザに住む必要があった。エステルハーザにはオペラ劇場とマリオネット劇場が落成したが、オペラ歌手との契約や新作の作曲、マリオネット劇ほかの劇音楽の作曲もハイドンの仕事だった。
彼は30年近くもの間エステルハージ家で働き、数多くの作品を作曲した。1760年代後半から1770年代はじめにかけて、ハイドンは短調を多用し、実験的ともいえる多彩な技法を駆使する一時期があり、20世紀はじめの音楽学者ヴィゼヴァ（Téodor de Wyzewa）は1772年にハイドンの「（ロマン的）危機」があったと考えた。後に時期を広げて1768年から1773年頃をハイドンの「シュトゥルム・ウント・ドラング（疾風怒濤）」期と呼ぶようになった。交響曲第26番、第35番、第38番『こだま（エコー）』～第52番（第40番を除く）、第58番、第59番『火事』、第65番や、作品9、作品17、作品20の弦楽四重奏曲（中でも作品20の『太陽四重奏曲』は短調の曲を2曲含み、最終楽章にフーガを用いるなど対位法的に複雑な性質を持つ）、ピアノソナタ第20番（ランドン版では第33番）などがこの時代に属する。1770年代後半になるとより簡明な作風に変化した。
1780年ごろにはエステルハージ家の外でもハイドンの人気は上がり、徐々にエステルハージ家以外のために書いた曲の比率が増していった。この時期には『ロシア四重奏曲 作品33』（1781年）、『チェロ協奏曲第2番 作品101』（1783年）、『ピアノ協奏曲 ニ長調（Hob. XVIII:11）』（1784年出版）などの重要な作品がまとめて書かれた。またハイドンはウィーンのアルタリア社やロンドンのフォースター社などと契約を結んで楽譜を出版した。1785年から翌年にかけてはフランスからの注文で『パリ交響曲』（第82番『熊』～第87番）を作曲したが、これはエステルハージ家以外の楽団のために書かれた最初の交響曲だった。1785年にはスペインからの注文によって、管弦楽曲（後に弦楽四重奏曲やオラトリオに編曲）『十字架上のキリストの最後の7つの言葉』が作曲された。
グリージンガーによると、ハイドンは「侯爵が生きている限り、彼のもとを離れるわけにはいかなかった。」と述べており、長い間イギリスからの招待も断っていたという。また、ハイドンは次のようにも述べていたという。
1781年頃、ハイドンはモーツァルトと親しくなった。この2人は互いの技量に尊敬を抱き、モーツァルトが1791年に死去するまで友情は変わらず続いた。モーツァルトは1782年から1785年にかけて、6つの弦楽四重奏曲（ハイドン・セット）を作曲し、ハイドンに献呈している。また後にハイドンは、モーツァルトの遺児（カール・トーマス・モーツァルト）の進学（音楽留学）の世話をしている。

### ロンドン旅行
1790年、エステルハージ家のニコラウス侯爵が死去。その後継者アントン・エステルハージen:Anton_I,_Prince_Esterházy（アンタル・エステルハージhu:Esterházy Pál Antal (1738–1794)）侯爵は音楽に全くと言っていいほど関心を示さず、音楽家をほとんど解雇し、ハイドンに年間1400グルデンの年金を与えて年金暮らしにさせてしまった。ただしハイドンにしてみれば、自由に曲を書く機会が与えられながら、同時に安定した収入も得られるという事で、必ずしも悪い話ではなかった。ウィーンに出てきていたハイドンは、同年末にはロンドンのハノーヴァー・スクエア・ルームズで演奏会を開催していた興行主ヨハン・ペーター・ザーロモンの招きにより、イギリスに渡って新しい交響曲とオペラを上演することになった（オペラ『哲学者の魂』は完成したものの上演されなかった）。
1791年1月から1792年6月、および1794年から1795年のイギリス訪問は大成功を収めた。聴衆はハイドンの協奏曲を聴きに集まり、ほどなくハイドンは富と名声を得た。この2回のイギリス訪問の総収入は20000グルデンにのぼったとされる。なお、このイギリス訪問の間に、ハイドンの最も有名な作品の数々（第94番『驚愕』、第100番『軍隊』、第103番『太鼓連打』、第104番『ロンドン』の各交響曲、弦楽四重奏曲第74番（第59番）『騎士』やピアノ三重奏曲第25番『ジプシーロンド』など）が作曲されている。
ハイドンは最初のイギリス訪問の際、行き（1790年12月）と帰り（1792年7月）にボンに立ち寄っており、そこでベートーヴェンと邂逅している。どちらの時期かは定かでないが、ベートーヴェンは自身のカンタータ、『皇帝ヨーゼフ2世の葬送カンタータ』WoO.87か『皇帝レオポルト2世の即位のためのカンタータ』WoO.88のどちらかを見せ、ベートーヴェンの才能を認めたハイドンは1792年7月には弟子としてウィーンに来られるよう約束している。

### 晩年と死

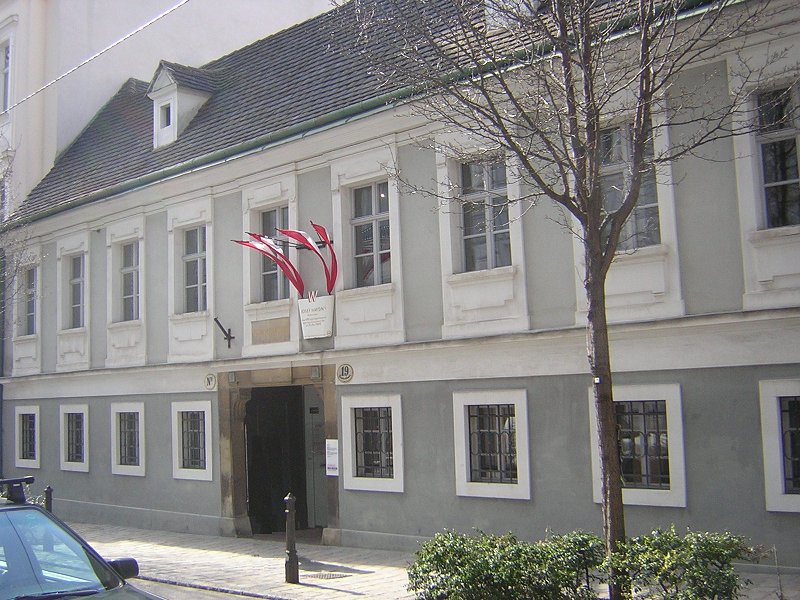
ウィーンにあるハイドン晩年の住居

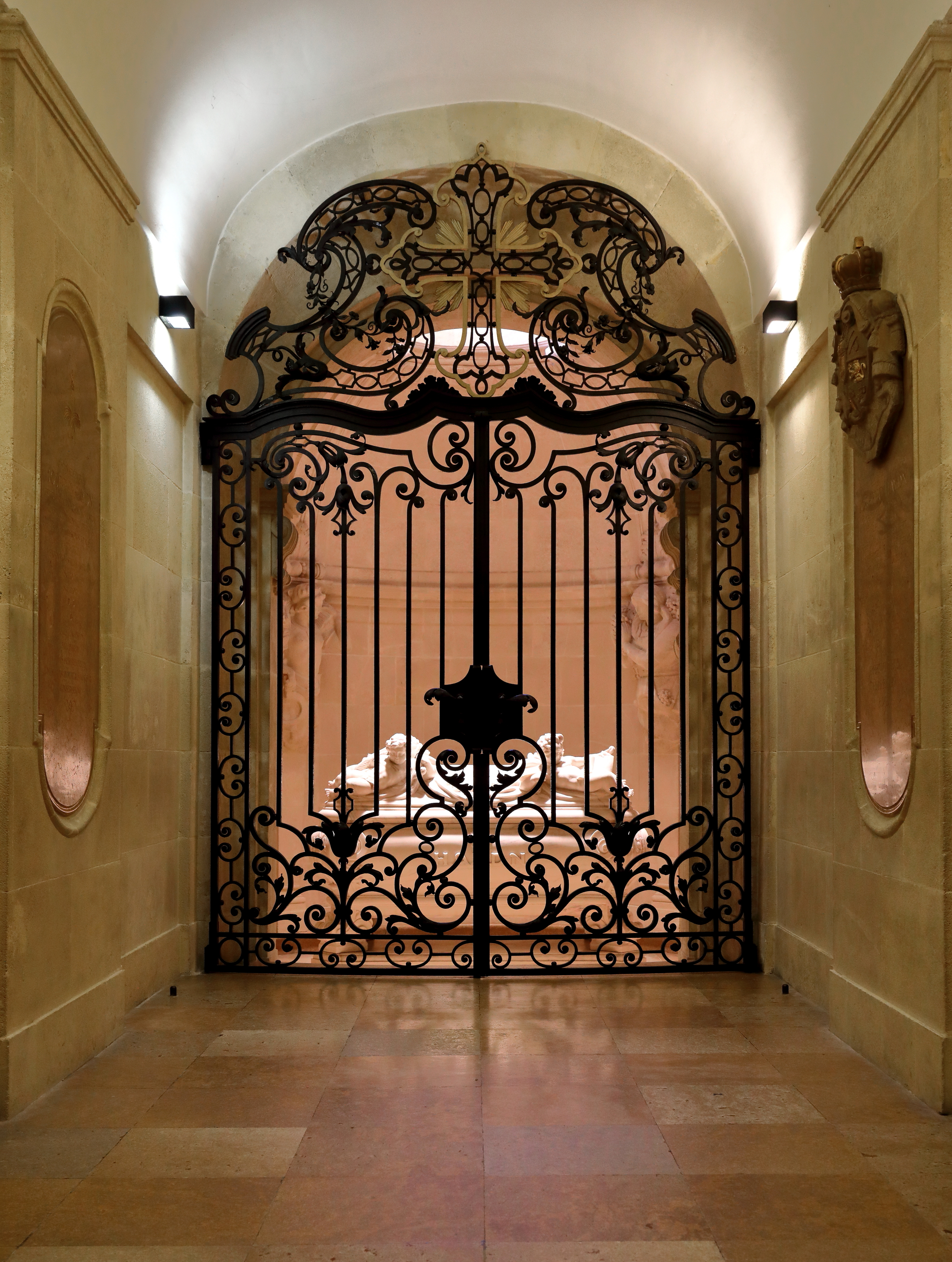
アイゼンシュタットにあるハイドンの霊廟

ハイドンはイギリスの市民権を得て移住することも考えていたが、最終的にはウィーンに帰ることにした。ロンドン旅行中の1794年にエステルハージ家ではニコラウス2世が当主になり、ふたたび楽団を再建しようとしていた。ハイドンは改めてエステルハージ家の楽長に就任した。幸いにもニコラウス2世はエステルハーザには寄りつかず、冬の間はウィーンに住むことを好んだため、ハイドンはほとんどウィーンから離れずにすんだ。ハイドンは1793年にウィーン郊外のグンペンドルフに家を建て、ここが晩年の住居となった（現在は博物館になっている）。
ニコラウス2世は古い形式の宗教曲を好んでいた。楽長の職務には毎年のミサ曲の作曲が含まれており、ハイドンは『マリアツェル・ミサ ハ長調（Hob.XXII:8）』（1782年）以来14年ぶりとなるミサ曲を作曲した。1796年から1802年にかけて作曲したミサ曲はハイドンの後期六大ミサと呼ばれる。また、『十字架上のキリストの最後の7つの言葉』をオラトリオに改訂したほか、オラトリオ『天地創造』と『四季』も作曲し、大きな成功を収めた。1797年1月には『神よ、皇帝フランツを守り給え』を作曲し、この曲は2月12日に国歌として制定された。
器楽曲では『トランペット協奏曲 変ホ長調（Hob. VIIe:1）』のほか、『エルデーディ四重奏曲 作品76』（第76番（第61番）『五度』、第77番（第62番）『皇帝』、第78番（第63番）『日の出』など）、『ロプコヴィッツ四重奏曲 作品77』を作曲している。この時ハイドンはすでに齢60を過ぎていたが、その創作意欲は衰えることはなかった。
1802年、ハイドンは持病が悪化して、もう作曲ができないほど深刻になった。1803年を最後として指揮に立つこともなくなった。ただし編曲や曲の改訂は以後も続けており、これらを組み込みながら規則正しい生活を送っていた。晩年のハイドンは自分がかつて作曲した『神よ、皇帝フランツを守り給え』をピアノで弾くことを慰めとしていたようである。1803年には、弦楽四重奏曲としては最後の作品となる第83番（第68番）を作曲したが、中間の2楽章だけで放棄され、1806年に未完成のまま出版された。
1809年5月31日、ハイドンはナポレオンのウィーン侵攻による占領下のウィーンで、77歳で死去した。葬儀は翌6月1日に行われ、ウィーンのフントシュトルム墓地に葬られた。6月15日には市民の参列できる追悼式が行われ、大勢の参列客が訪れた。
遺体は1820年に改葬され、現在アイゼンシュタットに葬られている。なお、ハイドンの埋葬については奇怪な話があり、それは頭の部分だけが約150年間切り離され続けたというものである。ハイドンの死後、オーストリアの刑務所管理人であるヨハン・ペーターという者と、かつてエステルハージ家の書記で、ハイドンを尊崇していたローゼンバウムという男が首を切り離したのである。ペーターは、当時流行していた骨相学（骨格及び脳容量と人格に相関関係があるとする学説）の信奉者であり、他に何人かの囚人の頭蓋骨を収集しており、ハイドンの天才性と脳容量の相関関係についても研究した。「ハイドンの頭蓋骨には音楽丘の隆起が見られた」などとする論文を発表している。「研究」の終了とともに、ハイドンの頭蓋骨はローゼンバウムに下げ渡された。頭蓋骨がないことは1820年に露見したが、警察の捜索でも頭蓋骨は発見されず、エスタルハージ家との取引でローゼンバウムから引き渡された2つの頭蓋骨はいずれも偽物であった。「ハイドンの頭蓋骨が顎をカタカタ鳴らしながら、うなり声を上げて飛び回った」との怪談も伝わっている。その後頭蓋骨は所有者を転々とした後、最終的に1954年、1895年以来頭蓋骨を所有していたウィーン楽友協会から引き渡され、アイゼンシュタットでようやく胴体と一緒に葬られることができた。なお、胴体は第二次世界大戦後にソビエト連邦が保管していたが、返還された。

## 作品
ハイドンの作品はほぼ全てのジャンル（オペラから民謡の編曲に至るまで）を網羅しており、膨大な作品の総数はおよそ1000曲に及ぶとされる。ただし未完・断片のみの作品、紛失した作品や偽作も含まれるが、それらを除いても700曲（ないしそれ以上）近いもので、弟のミヒャエルと肩を並べるほどの総数である（ミヒャエルも700曲以上作曲している）。
ハイドンの名声が高かったため、別人の曲をしばしばハイドンの名で出版することがあった。かつてハイドンの作といわれた『おもちゃの交響曲』、『6つの弦楽四重奏曲集 作品3』（「ハイドンのセレナーデ」の名を持つ曲を含む）、『聖アントニウスのコラール』（ヨハネス・ブラームスの『ハイドンの主題による変奏曲』に用いられた主題で知られる）などはいずれもハイドンの作品ではない。
ハイドンの自筆原稿は残っていないことが多く、信頼できる資料は少ない。信頼できる作品目録としてはまずエントヴルフ・カタログ（EK、草稿目録）があり、1760年代はじめ（ただし最初の方は現存せず）から1777年ごろにわたるハイドンの作品の目録になっている。ついで1805年にヨハン・エルスラーによってまとめられたカタログ（HV、第二次世界大戦で失われたが写真複製が残る）があるが、真作でないものを含む。
ハイドンの作品を集めたものは多い。20世紀はじめにブライトコプフ社によって編纂された全集（Gesamtausgabe (GA)、1908-1933、中断）があったが、第二次世界大戦後にケルンのヨーゼフ・ハイドン研究所から編纂された全集（Joseph Haydn Werke (JHW)、1958-）の出版が進行している。
ハイドンの作品にはホーボーケン番号（Hob.）が一般的に使われる。この番号はジャンルによって I から XXXI までに分け、その中をおおむね作曲時代順に通し番号をつけているが、現在知られる作曲順とは必ずしも一致しない。ピアノソナタではホーボーケン番号のほかにランドン版の番号も使われており、両者を混同しやすい。ほかに分野によっては作品番号（Op.）がつけられていることもある。

### 交響曲
106曲（第1番から第104番『ロンドン』までと交響曲A（第107番）、交響曲B（第108番））。ほかに断片が1曲と、協奏交響曲（第105番）がある。かつてハイドン作とされていた『おもちゃの交響曲』はハイドンの作品ではなく、現在ではエドムント・アンゲラーの作とされている。
ハイドンの交響曲は、今日では全曲ではないにせよポピュラーな存在であるが、20世紀前半までは後期作品がたまに演奏される程度であり、アルトゥーロ・トスカニーニが第101番『時計』を2回もレコーディングしたこと自体が驚かれるほどであったという。1960年代半ばにオーストリアの指揮者エルンスト・メルツェンドルファーがウィーン室内管弦楽団を振って全曲を録音したが、米マイナーレーベル（Musical Heritage Society、LP49枚）からの発売だったためあまり注目されなかった。その後、68年から72年にかけてアンタル・ドラティが大手の英デッカレーベルで全集（LP46枚）を完成させたことにより、ハイドンの交響曲に対する認知度が上がった。今日、ハイドンの交響曲は古楽器演奏のレパートリーとして重視されるようになっている。

### 協奏曲
ハイドンには多くの協奏曲があり、チェロ、トランペット、ピアノ協奏曲などがよく演奏されるが、ヴァイオリン協奏曲は演奏の機会は多くない。バリトンやリラ・オルガニザータのような珍しい楽器のためにも協奏曲を書いている。また、偽作や真偽不明の作品もかなり多い。

### 室内楽曲

#### 弦楽四重奏曲
アントニー・ヴァン・ホーボーケンによって、83曲がハイドンの弦楽四重奏曲として作曲順の番号（ホーボーケン番号）が付されたが、その中には後に偽作と判明したもの（作品3の6曲）や、他の曲種からの編曲（作品51など9曲）が含まれるため、それらを除くとハイドンのオリジナルの弦楽四重奏曲の数は68曲となる。
日本では、付された作曲順の番号はそれまで慣習的に使われてきたため、除かれた番号を欠番としてそのまま使われていることも多いが、近年は偽作や編曲作品を除いた番号で表記されることも多くなってきている。
これら68曲の弦楽四重奏曲は、6曲または3曲ごとに作曲されているのが通例である。

#### ピアノ三重奏曲
ピアノ三重奏曲は約41曲以上作曲したと言われている。そのうち2曲のみが疑作となっている。

#### バリトン三重奏曲
エステルハージ公がバリトン奏者であったため、ハイドンは約126曲ものバリトン三重奏曲を残している。現在バリトンという楽器は非常に珍しいため演奏される機会は少ない。しかし近年になって、これらの作品が全集として出されている（エステルハージ・アンサンブルによる）。

#### その他
1794年に書かれた『2本のフルートとチェロのための三重奏曲（Hob. IV:1～4）』は『ロンドントリオ』の名で親しまれている。

#### 音楽時計
音楽時計は既存の作品の編曲のものが多い。現存する作品は少なく、約31曲以上作曲したと考えられている。
- 音楽時計のための作品 ヘ長調 Hob. XIX:1（偽作？）
- 音楽時計のためのアンダンテ ハ長調 Hob. XIX:10
- 音楽時計のための作品 ハ長調 Hob. XIX:15
- 音楽時計のためのフーガ ハ長調 Hob. XIX:16
- 音楽時計のためのプレスト ハ長調 Hob. XIX:18

### ピアノのための作品

#### ピアノソナタ
ピアノソナタは約65曲作曲したと考えられている。ソナタアルバムに掲載されている作品はよく知られる。

### 舞台作品
ハイドンは多くのオペラを作曲したが、ほとんどがエステルハージ家のためのもので、後世演奏される機会は少ない。『哲学者の魂、またはオルフェオとエウリディーチェ』だけはロンドン旅行のために書いたものだが、実際に演奏されることはなかった。
人形歌劇（マリオネット・オペラ）は生涯で7曲作曲したが、現存するものは非常に少なく、大半は消失した。
ジングシュピールは9曲しか残されていない。そのうちの3曲は消失し、あとの1曲は真偽未確定となっている。
7曲しか残っていない劇付随音楽については、5曲が消失し、うち1曲は劇の原題が不明となっている。また原作の台本が紛失、散逸していることから今後、完全にハイドン作曲時の原型を知る機会は少ないと思われる。

### 宗教曲（オラトリオ、ミサ曲、宗教的カンタータなど）
- オラトリオ『トビアの帰還』 Hob. XXI:1
- オラトリオ『天地創造』 Hob. XXI:2
- オラトリオ『四季』 Hob. XXI:3
- オラトリオ『十字架上のキリストの最後の7つの言葉』 Hob. XX:2[49]
- カンタータ『今いかなる疑いが』 Hob. XXIVa:4
- カンタータ『嵐』 Hob. XXIVa:8
- カンタータ『カペルマイスターの選出』Hob. XXIVa:11（真作性は立証されず）
- カンタータ『アプラウスス』 Hob. XXIVa:6
- ミサ曲第1番 ト長調『ロラーテ・ミサ』（消失） Hob. XXII:3 (1748)
- ミサ曲第2番 ヘ長調『ミサ・ブレヴィス』 Hob. XXII:1 (1749)
- ミサ曲第3番 ハ長調『チェチリア・ミサ』 Hob. XXII:5 (1766)
- ミサ曲第4番 ニ短調『スント・ボナ・ミクタス・マリス（Sunt bona mixta malis）』（断片） Hob. XXII:2 (1768)
- ミサ曲第5番 変ホ長調『祝福された聖処女マリアへの讃美のミサ（大オルガン・ミサ）』 Hob. XXII:4  (1768-69)
- ミサ曲第6番 ト長調『ニコライ・ミサ』 Hob. XXII:6 (1772)
- ミサ曲第7番 変ロ長調『小オルガン・ミサ』 Hob. XXII:7 (1775-77)
- ミサ曲第8番 ハ長調『マリアツェル・ミサ』 Hob. XXII:8 (1782)
- ミサ曲第9番 変ロ長調『オフィダの聖ベルナルトの讃美のミサ（ハイリッヒ・ミサ）』 Hob. XXII:10 (1796)
- ミサ曲第10番 ハ長調『戦時のミサ（太鼓ミサ）』 Hob. XXII:9 (1796)
- ミサ曲第11番 ニ短調『ネルソン・ミサ』 Hob. XXII:11 (1798)
- ミサ曲第12番 変ロ長調『テレジア・ミサ』 Hob. XXII:12 (1799)
- ミサ曲第13番 変ロ長調『天地創造ミサ』 Hob. XXII:13 (1801)
- ミサ曲第14番 変ロ長調『ハルモニー・ミサ』 Hob. XXII:14 (1801)
- テ・デウム ハ長調 Hob. XXIIIc:2

### 世俗歌曲
- カンタータ『ナクソスのアリアンナ』Hob. XXVIb:2 (1789)
- 英語のカンツォネッタ集 Hob. XXVIa:25-36（全12曲、1794-1795）
- 神よ、皇帝フランツを守り給え Hob. XXVIa:43 (1797)

### 民謡編曲
- スコットランド民謡集 Hob. XXXIa:1～273
- ウェールズ民謡 Hob. XXXIb:1～60

ロンドン滞在中に、ハイドンは、ウィリアム・ネイピアがスコットランド民謡集の売れ行き不振で危機に陥っていると知って、彼を援助するためにスコットランド民謡の編曲を行い、1792年に出版した。これが好評だったため、最晩年まで次々に編曲を行った。その多くはジョージ・トムソンからの依頼によるもので、トムソンはほかにプレイエルやベートーヴェンにも編曲を依頼している。
ハイドンの最初の編曲はバイオリンと数字つきバスの伴奏によるものであったが、後のものにはチェロが加わっている。ハイドンによる編曲は2005年に429曲のリストが作られ、その全貌がようやく明かになった。ただし、ハイドン自身でなく門人に編曲させたものもまじっているという。

## 楽器
ハイドンが使用したというアントン・ワルター制作のフォルテピアノは、現在アイゼンシュタットのハイドンハウスに展示されている。またハイドンが、ヴェンツェル・シャンツ製作のフォルテピアノを1788年にウィーンで購入したことや、彼が初めてロンドンを訪れた時に、イギリスのピアノ製作者ジョン・ブロードウッドからコンサート用グランドピアノを提供されたことがわかっている。

## 備考

### 顕彰
1950年に発行された20オーストリア・シリング紙幣に肖像が使用されていた。

### ハイドン没後100周年記念作品
ハイドン没後100周年に当たる1909年、フランスの音楽雑誌「レヴュー・ミュジカル」がハイドン特集を企画し、その付録としてハイドンの名より導かれた「シラレレソ」という音列に沿った主題にそった小品を依頼した。サン＝サーンスなど断った人物もいたが、結局、以下の6人のフランス人作曲家が応じた。
- モーリス・ラヴェル『ハイドンの名によるメヌエット』
- クロード・ドビュッシー『ハイドンを讃えて』
- ポール・デュカス『ハイドンの名による悲歌的前奏曲』
- レイナルド・アーン『ハイドンの名による主題と変奏』
- ヴァンサン・ダンディ『ハイドンの名によるメヌエット 作品94』
- シャルル＝マリー・ヴィドール『ハイドンの名によるフーガ』

特にラヴェルの作品は、「シラレレソ」という音列を原形だけでなく逆行したり楽譜を反転して巧みに活かしながら作曲している。詳しくはハイドンの名によるメヌエットの記事を参照。
1982年、BBCはハイドンの生誕250周年を記念して、同じ音列を使った小品を6人のイギリスの作曲家に依頼した。この中にはジョージ・ベンジャミンによる『ハイドンの名による瞑想曲』が含まれる。

### その他
小惑星(3941) Haydnはハイドンの名前にちなんで命名された。